# Vonore
Vonore är en kommun (town) i Blount County, och Monroe County, i Tennessee. Vid 2010 års folkräkning hade Vonore 1 474 invånare.